# 서브서피스 스캐터링

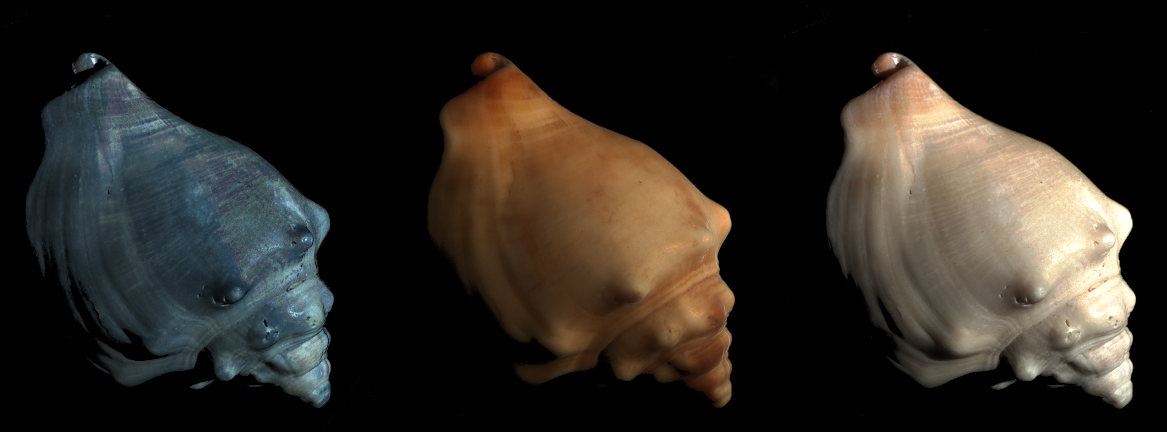
직접 표면 산란 (왼쪽). 거기에 서브서피스 스캐터링을 더함 (오른쪽). 오른쪽은 완성 그림.

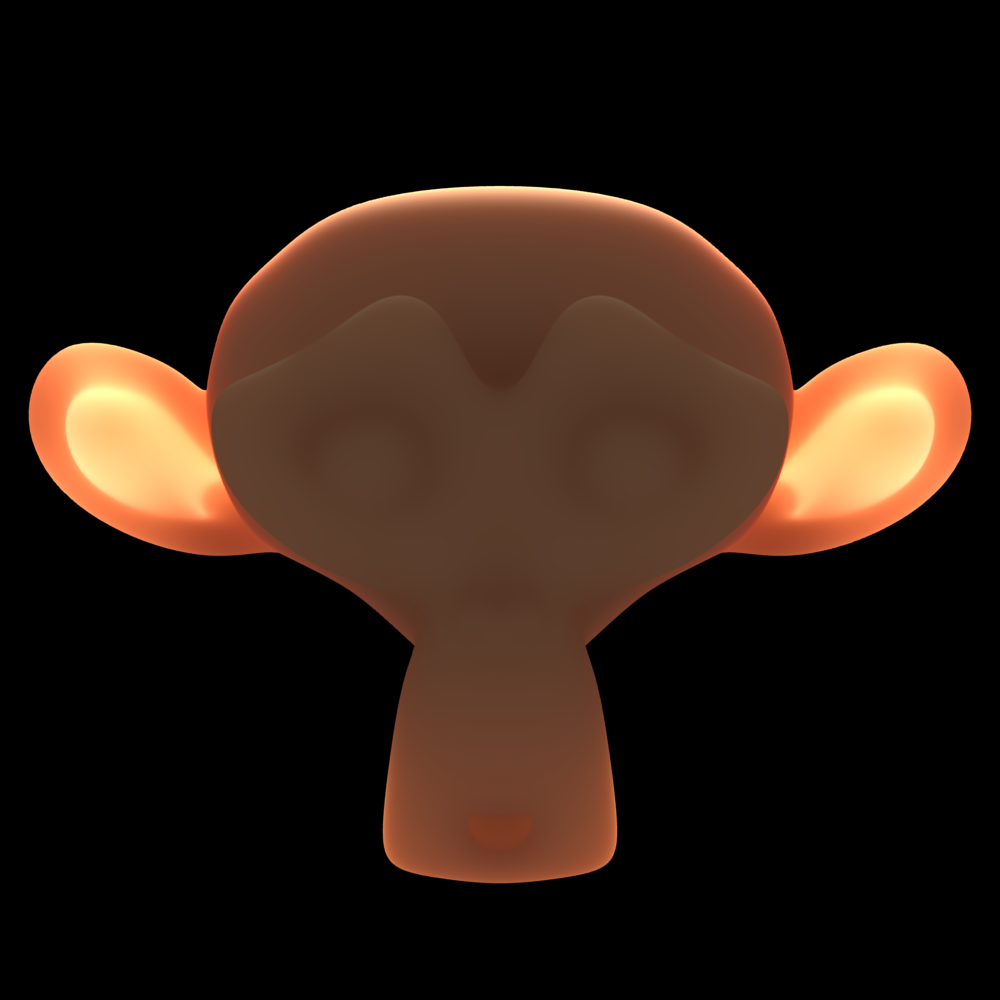
블렌더 소프트웨어로 만든 서브서피스 스캐터링의 예.

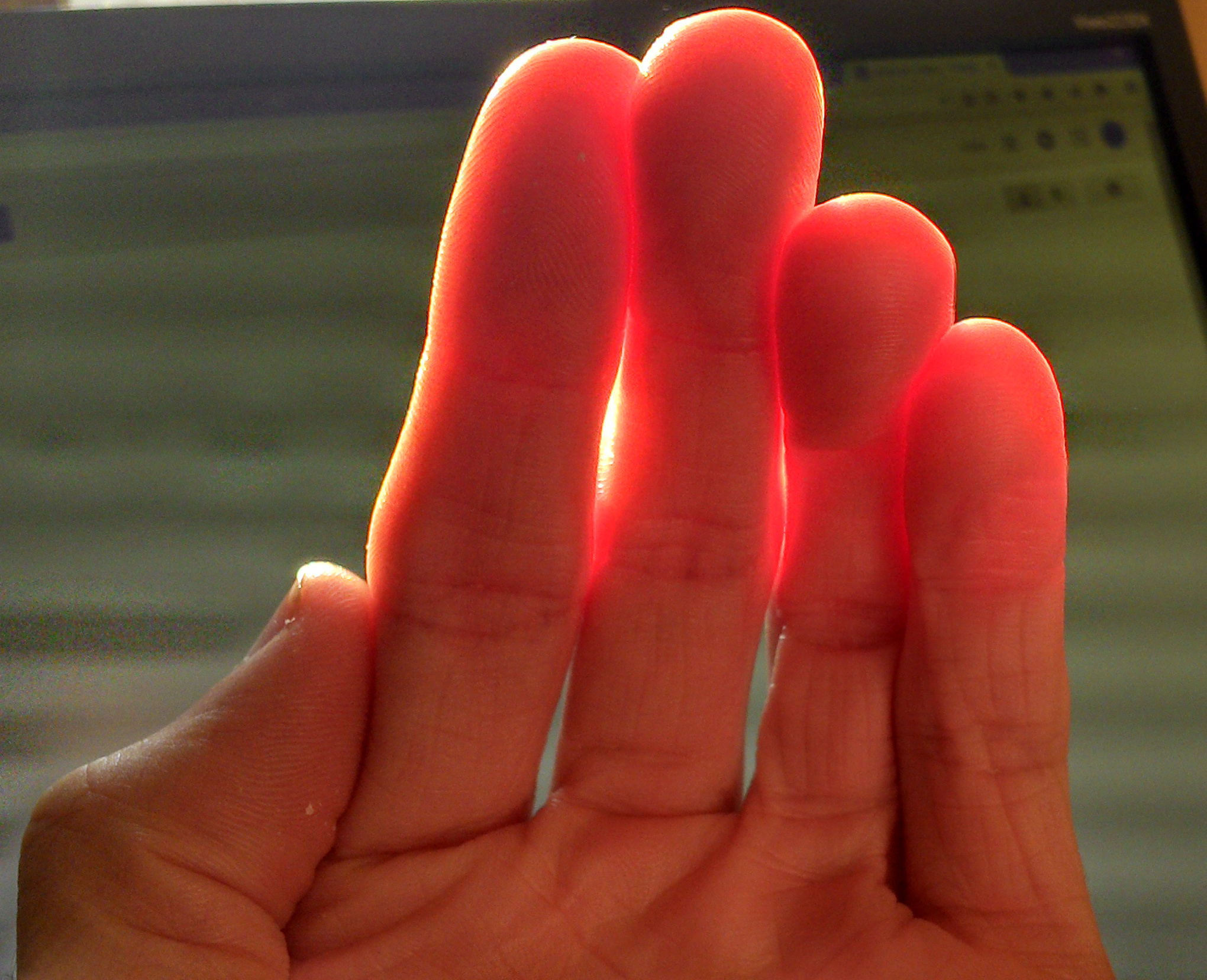
빛의 산란의 표면 아래의 예. (실제 사진)

서브서피스 스캐터링(Subsurface scattering, SSS) 또는 서브서피스 라이트 트랜스포트(subsurface light transport, SSLT)는 빛이 반투명한 물체의 표면을 뚫고 지나가는 빛 전달 매커니즘으로서, 물질과 산란하며 다른 지점의 표면에서 빠져나온다. 이 빛은 일반적으로 표면을 뚫고 지나가며 물질 내의 불규칙한 각도로 수차례 반사되고, 그 뒤 그 각도 외의 각도에서 물질 밖으로 통과하여 표면에 직접 반사된 것처럼 된다. 서브서피스 스캐터링은 3차원 컴퓨터 그래픽스에 중요하며, 대리암, 피부, 잎, 왁스, 젖과 같은 물질의 사실적인 렌더링에 필수적이다.

## 렌더링 기법
오늘날 실시간 컴퓨터 그래픽스에 쓰이는 대부분의 물질들은 물체 표면에서의 빛의 상호작용만을 설명한다. 실제로, 수많은 물질들은 살짝 반투명하다: 빛은 표면에 들어간 다음 흡수되어 산란하고 재발산하는데, 이는 잠재적으로 다른 지점에서 일어난다. 피부는 매우 좋은 사례인데, 오직 6%의 반사만이 직접 반사이고, 94%는 서브서피스 스캐터링에서 비롯된다.